# Дулембянка, Мария
Мария Дулембянка (пол. Maria Dulębianka, 21 октября 1861, Краков, Великое княжество Краковское, Австрийская империя — 7 марта 1919, Львов, Польша) — польская художница, писательница и общественный деятель, феминистка и лесбиянка. Соосновательница и член Союза польских художниц, деятельница феминистического движения во Львове. Дулембянка, как и многие женщины-активистки, исчезла из учебников истории вплоть до возрождения феминизма в 1990-х годах. Её отмечают за новаторскую работу с правами женщин, за содействие вступлению женщин в Академию искусств, а также за создание первой женской средней школы во Львове. В 2018 году на экраны вышел фильм «Siłaczki» Марты Дзидо и Петра Сливовского. В нём описывается борьба польских женщин за получение равных прав, а Дулембянку сыграла Мария Северин.

## Биография
Родилась в семье землевладельцев. Окончила школу в Кракове, затем изучала искусство в Варшаве, а также в Вене и Париже.
Известна своими феминистическими убеждениями. В частности, активно участвовала в женских движениях Галиции. Вместе с соратницами основала женскую гимназию и женский избирательный комитет во Львове.
Училась в Вене; в 1880—1885 годах — Школа рисунка в Варшаве; в 1885—1886 годах — обучалась в Академии Жюльена (Париж). После обучения работала в Австрии и Италии.
В 1887 году вернулась в Варшаву с намерением открыть художественную школу для женщин. Сторонница избирательного права женщин, она выступала за то, чтобы женщин принимали в Краковскую академию искусств ещё в 1885 году.
В 1889 року 29-летняя Дулембянка познакомилась со старшей на 19 лет Марией Конопницкой, матерью восьми детей и писательницей, которая жила отдельно и независимо от своего мужа Ярослава Конопницкого. Они стали неразлучы, и с момента их встречи Конопницкая стала главной темой картин Дулембянки. Природа их отношений не была окончательно определена исследователями. Отчасти потому, что после их смерти письма сожгла семья, а также потому, что Конопницкая, зная, что официальные цензоры могли читать её, редко писала про семейные дела даже в опубликованных работах. Кшиштоф Томашик, писавший о Дулембянке в «Homobiografie» (2008), подтвердил, что она имела другие отношения с женщинами и что у пары были подруги, известные как лесбиянки, хотя этот термин в те времена не использовался.
С 1896 года — активная трудовая и общественная деятельность во Львове. В частности, работала главной смотрительницей Художественно-промышленного музея (1915).
Ведущее место в творчестве Марии Дулембянки занимал портрет. Изображала художница преимущественно женщин, в частности, многочисленны образы М. Конопницкой. Особое место занимают автопортреты художницы (хранятся в собрании Львовской национальной галереи искусств), характерными чертами которых являются аскетичность изображения и малый формат. Её работы были признаны на Парижской выставке 1900 года. С 1903 года — участница художественных выставок во Львове. В 1919 году состоялась персональная выставка художницы (посмертно). Работы хранятся во Львове (Львовская галерея искусств) и Польше. После 1889 года большинство картин принадлежали Марии Конопницкой.
Продолжая свою работу по защите прав женщин и помощи бедным, Дулембянка основала Związek Uprawnienia Kobiet (Союз прав женщин), Liga Mężczyzn dla Obrony Praw Kobiet (Мужская лига защиты прав женщин) и Komitet Prawnienia Kobiet (Женский комитет общественного труда). Возглавляя Комитет общественного труда, она основала кухни для бедных, детские ясли и Klub Uliczników (Уличный детский клуб), оказывая помощь уличным детям и сиротам. Когда во Львове было создано Стрелецкое общество, Дулембянка стала одной из первых его членов. В 1914 году она призвала членов «Общественного труда» поддержать легионы Пилсудского, когда Львов заняла русская императорская армия. Она и Комитет общественного труда оказывали помощь войскам и гражданскому населению, пока город был под властью России.
1917 год — соосновательница и член Союза польских художниц (Львов).
В 1918 году, когда Польша восстановила свою независимость, женщины наконец-то получили право голоса. Была делегатом Временного правительственного комитета, выбрана главой Женской лиги. Когда в ноябре началась польско-украинская война, она вступила в Польский Красный Крест, организовала польскую санитарную службу, принимала участие в обороне Львова. Сначала работала медсестрой, но оставила пост, чтобы служить посыльной. Организовала помощь польским солдатам, интернированным в украинских лагерях военнопленных. Путешествуя на нерегулярно курсирующих поездах, а также пешком и верхом, Дулембянка и две работницы больницы, Теодозя Дзедушицкая и Мария Опенская, пробирались через снег в лагерь в Микулинцах. В лагере она заболела тифом и группа вернулась во Львов.
Умерла 7 марта 1919 года во Львове, похоронена в могиле Конопницкой на Лычаковском кладбище. Похороны стали широко посещаемым патриотическим мероприятием, привлекая активисток женского движения, матерей-одиночек и жительниц приютов. Позже тело Дулембянки было перезахоронено в отдельной могиле.

## Творческое наследие
- «Трио» (1884),
- «Чтение» (1890-е годы),
- «Хозяйка», «Сиротская доля» (обе — 1890),
- «Без работы» (1900),
- «Автопортрет в берете» (1901),
- «Автопортрет со скрипкой», «Автопортрет с палитрой», «Девушка с мандолиной», «Море» (все — 1909),
- «Чтение», «Вид костёла св. Елизаветы во Львове».

## Галерея

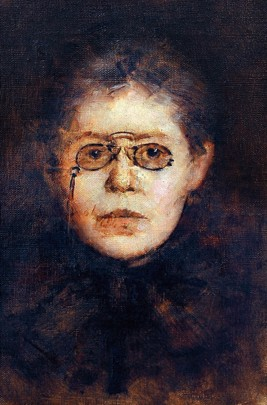
Портрет Марии Конопницкой (1902)
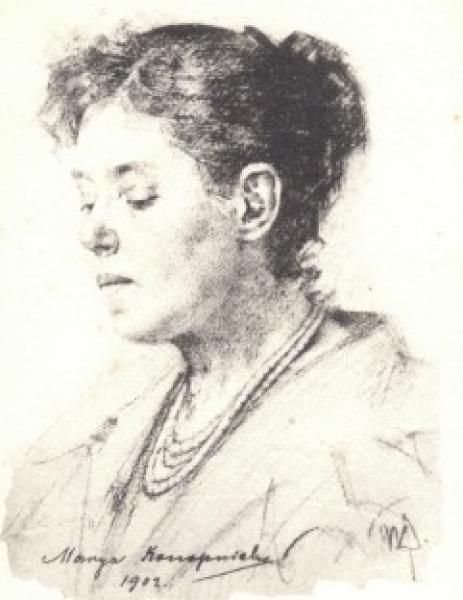
Мария Конопницкая (1902)
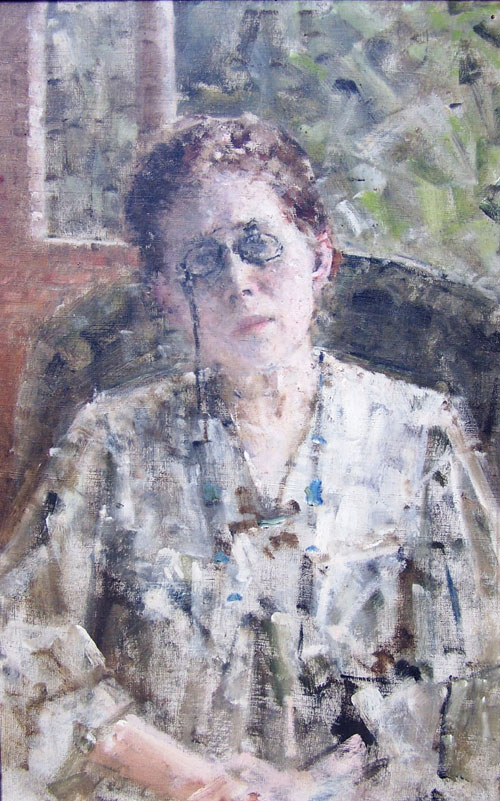
Мария Конопницкая (1910)
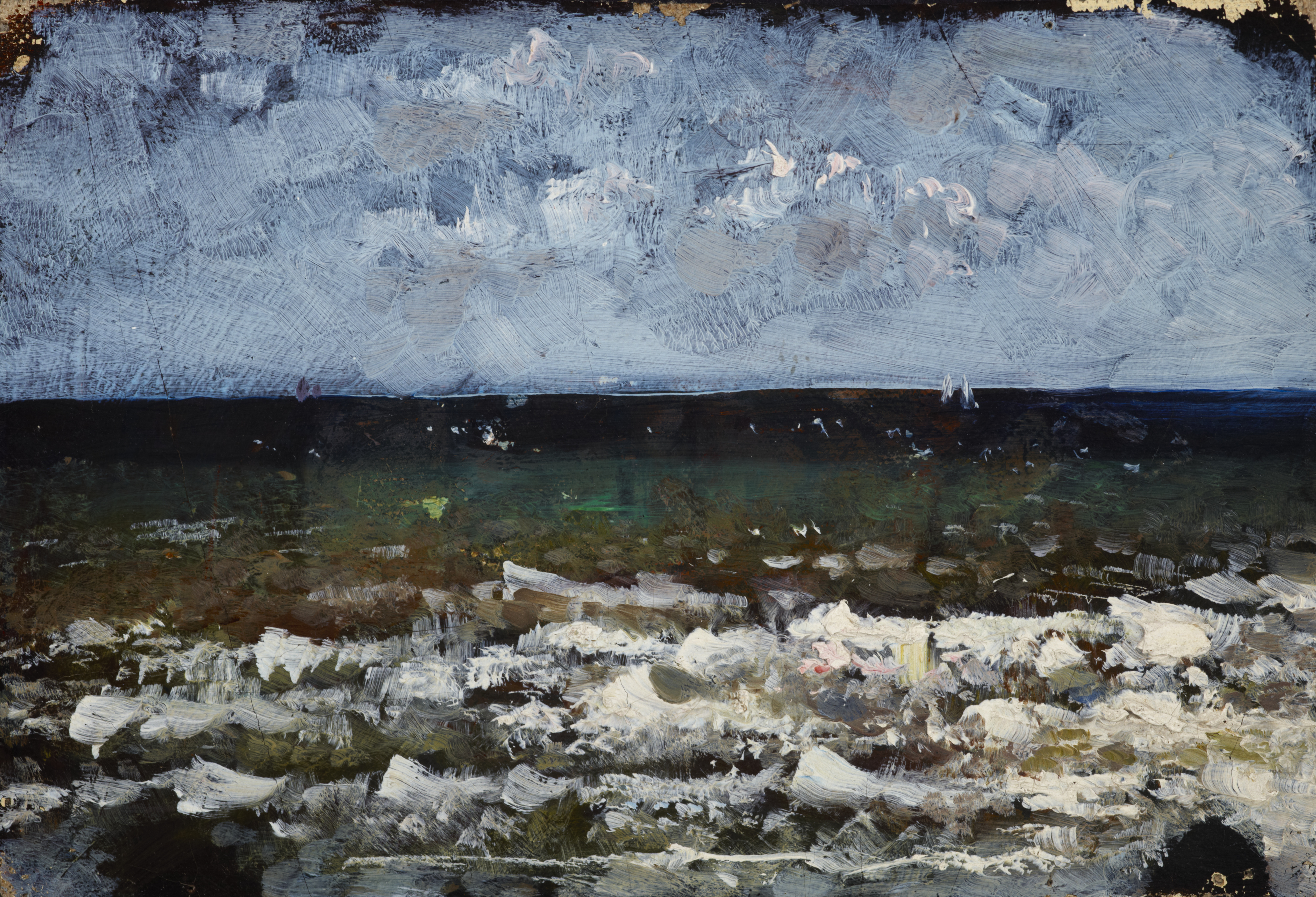
Море
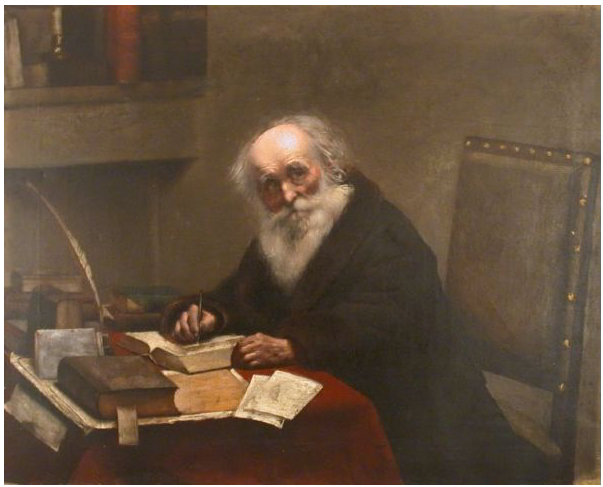
Учёный с книгой (до 1919)
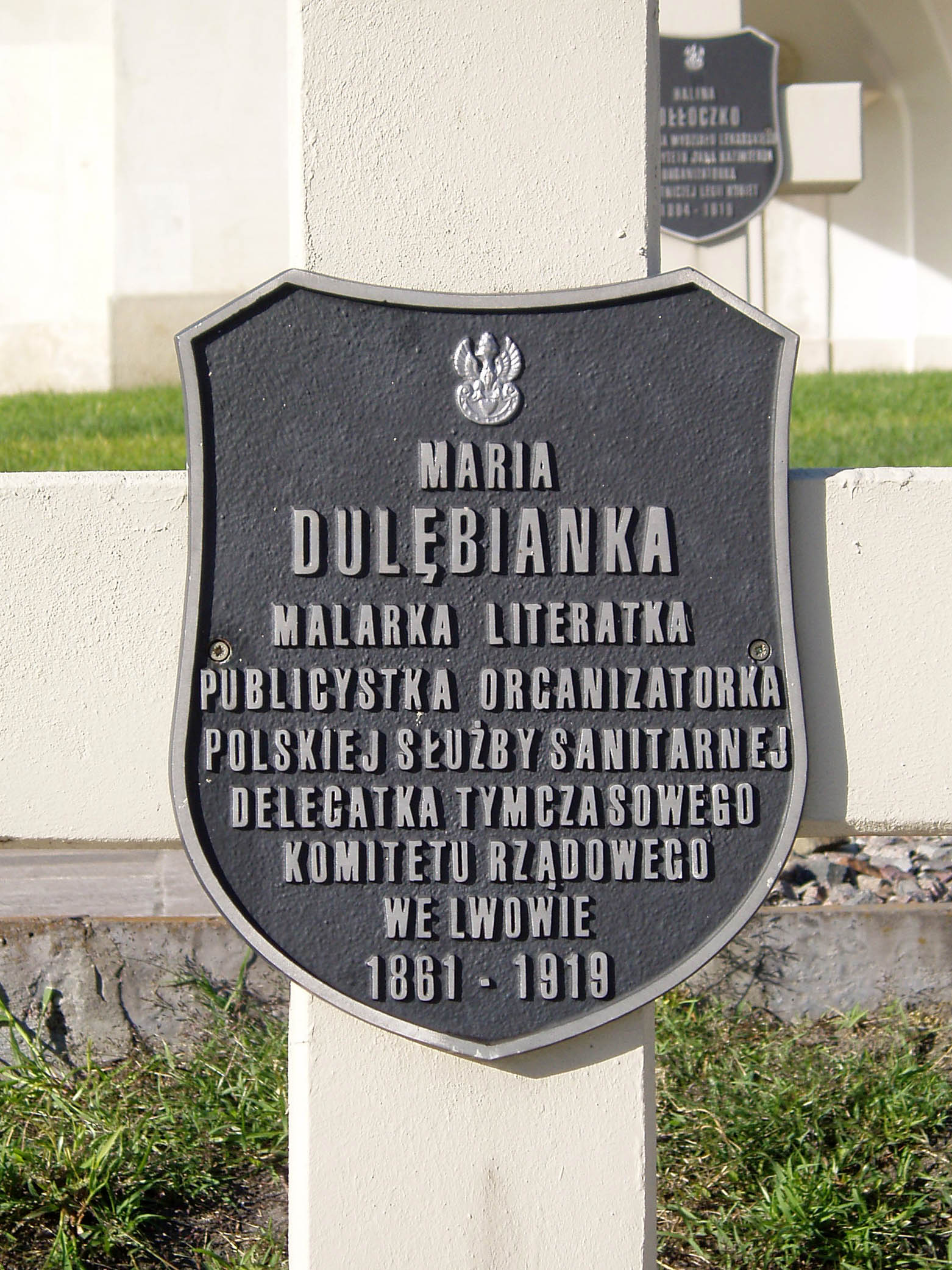
Надгробная плита М. Дулембянки